# Svetilnik Sv. Ivan na pučini
Svetilnik Sv. Ivan na pučini je svetilnik na otoku Sveti Ivan na pučini, pred Rovinjem, sredi zahodne obale istrskega polotoka. Domačini ga imenujejo La Lanterna. Svetilnik je leta 1853 zgradila takratna Avstro-Ogrska oblast.
Svetilnik spada v skupino najstarejših svetilnikov, ki so nastali v okviru projekta izgradnje sodobnega svetilniškega sistema iz 19. stoletja vzdolž vzhodne obale Jadranskega morja. Projekt je ustvaril arhitekt Pietro Nobile, nadaljevali so ga njegovi učenci v času Metternichove uprave in pod vodstvom tržaške borze. Svetilnik se nahaja na ravnini v središču otoka. Svetilniški stolp in stanovanjska zgradba sta med seboj povezana in sta bila zgrajena s pravilno postavljenimi vrstami kamnitih blokov. Do osrednjega vhoda se dostopa po dvonožnem stopnišču. Svetilnik ima opremljeno cisterno in pomožno stavbo za namestitev kompresorja. Osmerokotni kamniti stolp svetilnika je visok 23 m, v sami stavbi pa sta dva stanovanja. Na svetilniku je stalna skupina posadke svetilnika.
Na otoku je majhen pomol in dvigalo za manjše čolne.

## Legenda
Legenda pravi, da je beneški pomorščak v slabem vremenu odplul v smeri proti Rovinju. Njegova posadka je opazila nevarne pečine svetega Janeza in spremenila jadralno pot. Pomorščak je svetemu Janezu obljubil, da bo v primeru hvaležnosti na istoimenskem otočku, če bo odplul živ v Rovinj, v naslednjih dneh prižgal svečo tako visoko kot stolni stolp. 
Pomorščak je do Rovinja prišel živ, a obljube ni izpolnil. Nekaj mesecev kasneje ga je na istem območju ujela nenadna nevihta. Morje je vrglo njegovo ladjo na pečino svetega Janeza, on in vsa njegova posadka pa so izginili v viharnem morju.